# Antonio Gava
Antonio Gava (Castellammare di Stabia, 30 luglio 1930 – Roma, 8 agosto 2008) è stato un politico italiano, esponente della Democrazia Cristiana e della corrente "Azione Popolare" (Grande centro doroteo) di cui fu uno dei leader, con Arnaldo Forlani e Vincenzo Scotti.

## Biografia
Antonio Gava nacque a Castellammare di Stabia in Provincia di Napoli il 30 luglio 1930; era il quarto degli otto figli di Imma Limarzi e del politico veneto Silvio Gava, che è stato per tredici volte ministro (ha presieduto il Ministero della Giustizia, il Ministero del Tesoro ed il Ministero della Pubblica Amministrazione), senatore tra gli anni cinquanta e settanta nonché importante esponente della corrente "Dorotea" della Democrazia Cristiana.
In seguito alla maturità classica conseguita nella sua città natale e la successiva laurea in Giurisprudenza conseguita presso l'Universitá degli Studi di Napoli Federico II nel 1954, diventò docente universitario di Contabilità nazionale nella medesima universitá nel 1959. Alla fine degli anni cinquanta sposò Giuliana Marson e divenne padre di tre figli: Angelo, Antonella e Marco.
Nel 1952 Antonio Gava, dopo la militanza nei gruppi dell'Azione Cattolica, divenne membro del comitato provinciale della Democrazia Cristiana. Nel 1960 Gava venne eletto come Presidente della Provincia di Napoli, carica che manterrà fino al 1969. Alle elezioni politiche del 1972 venne eletto in parlamento come deputato della Repubblica Italiana nella VI legislatura, ricoprendo questa carica fino al 1992.
Nel 1980 fu nominato ministro per i rapporti con il Parlamento nel governo Forlani fino al 28 giugno 1981; sarà tre volte Ministro delle poste e delle telecomunicazioni (governo Craxi I, governo Craxi II, governo Fanfani VI) e ministro delle Finanze nel governo Goria, esecutivo nato in seguito alle elezioni del 1987, successive alla crisi del Governo Craxi II come conseguenza della rottura del cosiddetto Patto della Staffetta tra Bettino Craxi, in quel momento Presidente del Consiglio dei Ministri e Ciriaco De Mita (segretario della Democrazia Cristiana tra il 1982 e il 1989).
Nell'aprile 1988 Ciriaco De Mita (il quale era un suo avversario nella Democrazia Cristiana poiché afferiva alla corrente "Sinistra di Base", mentre Gava e Forlani appartenevano alla Corrente del "Grande Centro" o "Azione Popolare") lo nominò Ministro dell'interno; nel febbraio 1989 ebbe un ruolo nevralgico nel partito, appoggiando Arnaldo Forlani come Segretario della Democrazia Cristiana, ponendo quindi fine al cosiddetto "doppio incarico" di Ciriaco De Mita; in seguito fu un convinto assertore della nascita del CAF, l'alleanza fra Bettino Craxi, Giulio Andreotti ed Arnaldo Forlani. Dopo la caduta del Governo De Mita Gava fu confermato Ministro dell'Interno nel Governo Andreotti VI, fino all'ottobre del 1990, quando, in seguito ad un ictus fu costretto a lasciare la carica per la quale era stato designato. Il capo dello stato Francesco Cossiga nominò Vincenzo Scotti ministro dell'Interno.
Gava fu considerato uno fra gli esponenti più potenti ed autorevoli nella Democrazia Cristiana per molti anni e fu soprannominato "il Viceré" grazie alla sua capacità di spostare consensi e di influire incisivamente sulla vita politica italiana e dello stesso partito; difatti grazie a questa autorevolezza ricoprì incarichi ministeriali di prim'ordine per tutti gli anni ottanta; sempre in questi anni vi era la concorrenza con Paolo Cirino Pomicino, il quale apparteneva invece alla corrente andreottiana.
Dall'ottobre del 1990 al 1992 ebbe l'incarico di Presidente del gruppo parlamentare democristiano alla Camera dei Deputati; a seguito delle elezioni politiche convocate nel 1992 (considerate le ultime elezioni della cosiddetta Prima Repubblica) in cui Gava venne rieletto divenne Presidente del gruppo parlamentare democristiano al Senato della Repubblica. La sua carriera politica si conclude nel marzo 1993, periodo in cui iniziano i procedimenti giudiziari in cui venne coinvolto. In questi anni l'inchiesta di Mani Pulite rimodulò lo scenario politico italiano, determinando anche la fine della Democrazia Cristiana, sciolta dal neo-segretario Mino Martinazzoli.

### La morte
Antonio Gava è deceduto nella sua abitazione di Roma l'8 agosto 2008 all'età di 78 anni. Fu sepolto nel cimitero di Trevi nel Lazio dopo i funerali celebrati nella Basilica dei Santi Pietro e Paolo all'EUR a Roma in cui erano presenti molti esponenti autorevoli della Democrazia Cristiana, quali Giulio Andreotti, Arnaldo Forlani, Pier Ferdinando Casini e Paolo Cirino Pomicino. Successivamente fu celebrata un'altra messa funebre anche a Castellammare di Stabia.

## Procedimenti giudiziari
Già ai tempi della sua massima autorevolezza politica fu coinvolto in diversi procedimenti. Il 30 marzo 1984, Gava venne interrogato dal giudice istruttore napoletano Carlo Alemi e dal collega Ferrone, in ordine alle promesse che suoi emissari avrebbero fatto a Cutolo in quel momento detenuto: denaro, appalti e tangenti per la ricostruzione dopo il terremoto in Irpinia.
Al termine dell'istruttoria, lo stesso giudice istruttore, il 28 luglio 1988, depositò l'ordinanza di rinvio a giudizio di vari personaggi che sarebbero stati protagonisti della trattativa della DC con Cutolo per addivenire alla liberazione di Ciro Cirillo, rapito dalle Brigate Rosse, in cambio di favori nella concessione di appalti pubblici. Gava, Flaminio Piccoli, Scotti e Francesco Patriarca furono indicati come i registi della trattativa. A conferma dei suoi convincimenti il giudice nella sua ordinanza scriveva che effettivamente i politici fecero delle promesse a Cutolo nel carcere di Ascoli Piceno, attraverso i servizi segreti e Francesco Pazienza, per salvare la vita a Cirillo.
Nel 1993 Antonio Gava fu accusato di ricettazione e 416bis; è stato prescritto per il primo reato e assolto per il secondo. Nel 1993 Gava riceve un avviso di garanzia venendo accusato di voto di scambio durante la campagna elettorale, reo di aver barattato voti finanche con loculi cimiteriali.
Essendo stato Ministro, chiese di essere portato a Forte Boccea nel quale passò tre notti; successivamente gli furono concessi gli arresti domiciliari che durarono dal settembre 1994 al marzo 1995. Dopo una traversìa giudiziaria durata tredici anni, il 19 maggio 2006 Gava venne definitivamente assolto dalla Corte d'Appello a causa di «mancata impugnazione», mentre in primo grado fu assolto con formula piena. Le motivazioni della sentenza di assoluzione, però, affermano la contiguità della sua corrente con questi ambienti:
[...]
L'imputato aveva piena consapevolezza dell'influenza esercitata dalle organizzazioni camorristiche operanti in Campania sulla formazione e/o l'attività e del collegamento dei politici locali con i camorristi, sicché non potrebbe neanche ritenersi che egli si sia interessato della politica locale senza rendersi conto del fenomeno della compenetrazione della camorra nella vita politica, alla cui gestione avrebbero provveduto, a sua insaputa, gli esponenti locali della corrente [...] Appare evidente che la consapevolezza da parte dell'imputato dell'infiltrazione camorristica nella politica campana, insieme allo stretto rapporto mantenuto con gli esponenti locali della sua corrente e con le istituzioni politiche del territorio medesimo, nonché all'omissione dei possibili interventi di denuncia e lotta al sistema oramai instauratosi in zona, costituiscono elementi indiziari di rilievo da cui potersi dedurre la compenetrazione dell'imputato nel sistema medesimo, secondo quanto posto in rilievo dalla Pubblica Accusa [...] Il Gava non risulta essersi concretamente attivato, quale capocorrente della Dc o nelle sue funzioni ministeriali, per porre un argine al fenomeno della contaminazione politica da parte della criminalità nel territorio campano; come nessuna iniziativa ha adottato per la sospensione dei consiglieri comunali, di cui pur conosceva la contiguità alla camorra, sospensione resa possibile dalla Legge entrata in vigore quando era ancora ministro degli Interni.»
(Motivazioni della sentenza)
Secondo quanto racconterà il pentito Carmine Alfieri, nella tenuta di Lorenzo Nuvoletta a Poggio Vallesana si tenevano anche incontri con politici come quello tenuto tra il 1980 e il 1981 con Gava al quale avrebbero preso parte tutte le famiglie camorristiche: il punto principale sarebbe stata la preoccupazione di un sorpasso del PCI ai danni della DC e il politico avrebbe chiesto ai presenti di dare un contributo per evitare che ciò potesse accadere. Anche Pasquale Galasso e Giovanni Brusca avrebbero poi parlato dei rapporti tra Nuvoletta e l'ex ministro.
Nel corso del 2006, la difesa (portata avanti dal nipote dello stesso Gava, Gabriele Gava) rese poi noto che Antonio Gava avrebbe chiesto un risarcimento allo Stato per un valore di circa 38 milioni di euro. In particolare, la richiesta economica fu inoltrata in questi termini:
- 3300000 € per non aver potuto svolgere attività professionale (la reintegrazione nell'ordine avvenne solo 11 anni dopo)
- 10000000 € per danno fisico
- 10000000 € per il danno morale
- 15000000 € per il danno all'immagine

La difesa esibì anche referti medici per dimostrare i danni subiti dall'ex esponente della DC.